# Port lotniczy Sofia
Port lotniczy Sofia (kod IATA: SOF, kod ICAO: LBSF) (bułg. Летище София), znany także jako lotnisko Wrażdebna (bułg.: Враждебна, w m.in. ang. transkrypcji: Vrazhdebna) – międzynarodowe lotnisko położone na wysokości 520 m n.p.m. w pobliżu Sofii. Jest to największy port lotniczy Bułgarii. Jest głównym portem przesiadkowym linii lotniczych Bulgaria Air. W 2006 obsłużył około 2,2 mln pasażerów.
27 grudnia 2006 oddano do użytku zupełnie nowy terminal pasażerski. Stary terminal obecnie obsługuje tanie linie lotnicze. Wcześniej tego samego roku przedłużono drogę startową do 3600 m.

## Linie lotnicze i połączenia
| Linia lotnicza        | Kierunek |
| --------------------- | --- |
| Aegean Airlines       | 1. Ateny |
| Air Baltic            | Sezonowo: 1. Ryga (od 2 maja 2024) |
| Air Cairo             | 1. Hurghada (od 31 października 2023) |
| Air Serbia            | 1. Belgrad |
| Austrian Airlines     | 1. Wiedeń |
| BH Air                | Sezonowo: 1. Bristol 2. East Midlands 3. Londyn-Gatwick 4. Manchester 5. Newcastle 6. Antalya 7. Bari 8. Kair 9. Dżerba 10. Enfidha 11. Hurghada 12. Larnaka 13. Nevşehir 14. Szarm el-Szejk |
| British Airways       | 1. Londyn-Heathrow |
| Bulgaria Air          | 1. Amsterdam 2. Ateny 3. Berlin 4. Bruksela 5. Frankfurt 6. Londyn-Heathrow 7. Madryt 8. Malaga 9. Palma de Mallorca 10. Paryż-Charles de Gaulle 11. Praga 12. Rzym-Fiumicino 13. Tel Awiw 14. Warna 15. Zurych Sezonowo: 1. Barcelona 2. Burgas 3. Heraklion 4. Larnaka Sezonowe czartery: 1. Agadir (od 4 września 2023) 2. Hurghada 3. Mahé 4. Mauritius 5. Sal 6. Szarm el-Szejk |
| Corendon Airlines     | Sezonowe czartery: 1. Antalya |
| easyJet               | 1. Londyn-Gatwick 2. Manchester Sezonowo: 1. Bristol |
| El Al                 | 1. Tel Awiw |
| European Air Charter  | Sezonowe czartery: 1. Antalya 2. Akaba 3. Bahrajn 4. Bodrum 5. Kair 6. Dalaman 7. Dżerba 8. Fez 9. Hurghada 10. Lamezia Terme 11. Marrakesz 12. Marsa Alam 13. Mombasa 14. Nevşehir 15. Olbia 16. Szarm el-Szejk 17. Tirana 18. Tivat 19. Zanzibar |
| Flydubai              | 1. Dubaj |
| GullivAir             | Sezonowe czartery: 1. La Romana 2. Phuket 3. Meksyk-Felipe Ángeles (od 3 maja 2024) |
| ITA Airways           | 1. Rzym-Fiumicino |
| Jet2.com              | Sezonowe czartery: 1. Belfast 2. Bristol 3. East Midlands 4. Londyn-Gatwick 5. Manchester 6. Newcastle |
| LOT                   | 1. Warszawa |
| Lufthansa             | 1. Frankfurt 2. Monachium |
| Norwegian Air Shuttle | Sezonowo: 1. Helsinki (od 3 czerwca 2024) 1. Oslo-Gardermoen |
| Pegasus Airlines      | 1. Antalya 2. Stambuł-Sabiha Gökçen (od 1 maja 2024) |
| Qatar Airways         | 1. Doha |
| Ryanair               | 1. Alicante (od 1 kwietnia 2024) 2. Barcelona 3. Bari 4. Paryż-Beauvais 5. Mediolan-Bergamo 6. Berlin 7. Birmingham 8. Bolonia 9. Bratysława 10. Budapeszt 11. Bukareszt 12. Bruksela-Charleroi 13. Katania 14. Kolonia/Bonn 15. Dublin 16. Edynburg 17. Eindhoven 18. Karlsruhe/Baden-Baden 19. Kopenhaga (od 31 marca 2024) 20. Liverpool 21. Londyn-Stansted 22. Madryt 23. Malaga 24. Malta 25. Memmingen 26. Neapol 27. Norymberga 28. Pafos 29. Rzym-Ciampino 30. Tel Awiw 31. Treviso 32. Wiedeń 33. Wrocław Sezonowo: 1. Akaba 2. Bratysława 3. Bristol 4. Chania 5. Korfu 6. Palma de Mallorca 7. Rodos 8. Skiathos (od 1 czerwca 2024) 9. Warna 10. Zadar 11. Zagrzeb |
| Sky Express           | 1. Ateny |
| SunExpress            | Sezonowo: 1. Antalya (od 12 września 2023) |
| Swiss                 | 1. Zurych |
| TAROM                 | 1. Bukareszt |
| TUI Airways           | Sezonowo: 1. Birmingham 2. Londyn-Gatwick 3. Manchester Sezonowe czartery: 1. Dublin (od 23 grudnia 2023) |
| Turkish Airlines      | 1. Stambuł |
| Wizz Air              | 1. Abu Zabi 2. Alicante 3. Barcelona 4. Bari 5. / Bazylea/Miluza 6. Paryż-Beauvais 7. Mediolan-Bergamo 8. Bolonia 9. Katania 10. Bruksela-Charleroi 11. Kopenhaga 12. Dortmund 13. Eindhoven 14. Erywań 15. Frankfurt-Hahn 16. Genewa 17. Hamburg 18. Larnaka 19. Lizbona 20. Londyn-Luton 21. Madryt 22. Malaga 23. Memmingen 24. Neapol 25. Nicea 26. Rijad 27. Rzym-Ciampino (do 29 marca 2024) 28. Rzym-Fiumicino (powrót od 31 marca 2024) 29. Sztokholm-Skavsta 30. Tel Awiw 31. Tirana (od 18 grudnia 2023) 32. Walencja Sezonowo: 1. Dubaj |